# قنسطنس
قنسطنس (فلافيوس يوليوس قنسطنس، 320-350) أو قنسطنس الأول هو إمبراطور رومانيّ منذ عام 337 وحتى عام 350. هزم شقيقه قسطنطين الثاني عام 340، لكن الجيش غضب منه بسبب حياته الشخصية (المثلية الجنسية)، وتحيزه تجاه حراسه البرابرة، فقاد الجنرال ماغننتيوس تمردًا ضده، ما أدى إلى اغتيال قنسطنس عام 350.

## الحياة المهنية
ولد قنسطنس على الأرجح عام 320. كان ثالث أصغر أبناء قسطنطين العظيم وفاوستا، زوجة والده الثانية. تلقى تعليمه في بلاط والده في القسطنطينية تحت وصاية الشاعر إيميليوس ماغنوس أربوريوس.
في 25 ديسمبر 333 رفع قسطنطين الأول قنسطنس إلى رتبة قيصر في القسطنطينية. خطب قنسطنس أولمبياس، ابنة القائد البرايتوري أبلابيوس، لكن الزواج لم يحدث أبدًا. مع وفاة قسطنطين عام 337، قسّم قنسطنس وشقيقاه، قسطنطين الثاني وقنسطانطيوس الثاني، العالم الروماني فيما بينهم وتخلصوا فعليًا من جميع الأقارب الذين يمكن أن يطالبوا بالعرش. لقبهم الجيش بلقب أغسطس في 9 سبتمبر 337. على الفور تقريبًا، طُلِب من قنسطنس التعامل مع الغزو السارماتي في أواخر عام 337، والذي حقق فيه انتصارًا مدويًا.
كان قنسطنس في البداية تحت وصاية قسطنطين الثاني. عينت التسوية الأصلية قنسطنس لولاية إيطاليا الإمبراطورية، والتي شملت شمال إفريقيا. لم يكن قنسطنس سعيدًا بهذا التقسيم، لذلك التقى الأخوة في فيميناسيوم عام 338 لتعديل الحدود. تمكن قنسطنس من انتزاع ولاية إليريكم وأبرشية تراقيا،[بحاجة لمصدر] وهي مقاطعات كان من المقرر أن يحكمها في الأصل ابن عمه دالماتيوس، وفقًا لتقسيم قسطنطين الأول المقترح بعد وفاته. سرعان ما اشتكى قسطنطين الثاني من أنه لم يحصل على مساحة الأرض التي يستحقها باعتباره الابن الأكبر.
انزعج قسطنطين من حصول قنسطنس على تراقيا ومقدونيا بعد وفاة دالماتيوس، وطالبه بتسليم المقاطعات الأفريقية، وهو ما وافق قنسطنس على القيام به من أجل الحفاظ على سلام هش. لكن سرعان ما بدأوا في الخلاف حول أجزاء المقاطعات الأفريقية التي تنتمي إلى قرطاج، وبالتالي إلى قسطنطين، والتي تنتمي إلى إيطاليا، وبالتالي إلى قنسطنس. أدى ذلك إلى تزايد التوترات بين الشقيقين، والتي تفاقمت فقط مع بلوغ قنسطنس سن الرشد ورفض قسطنطين التخلي عن وصايته. في عام 340 غزا قسطنطين الثاني إيطاليا. كان قنسطنس في ذلك الوقت في داقية، وفصل وأرسل هيئة مختارة ومنضبطة من قواته الإيليرية، معلنًا أنه سيتبعهم شخصيًا مع بقية قواته. حوصر قسطنطين في نهاية المطاف في أكويليا، حيث توفي، ليرث قنسطنس بذلك جميع أراضي أخيه السابقة- هسبانيا، وبريطانيا الرومانية، وبلاد الغال.
بدأ قنسطنس عهده بطريقة فعالة. في 341-342، قاد حملة ناجحة ضد الفرنجة، وفي الأشهر الأولى من عام 343 زار بريطانيا. لم يقدم مصدر هذه الزيارة، يوليوس فيرميكوس ماتيرنوس، سببًا لها، ولكن الحركة السريعة والخطر الذي ينطوي عليه عبور القناة في أشهر الشتاء يوحي بأنها كانت استجابة لحالة طوارئ عسكرية، وربما لصد البيكتيين والغايل.
فيما يتعلق بالدين، كان قنسطنس متسامحًا مع اليهودية وأصدر مرسومًا يحظر التضحيات الوثنية في عام 341. قمع حركة الدوناتيّة في أفريقيا ودعم نيقية الأرثوذكسية ضد الآريوسية، والتي ناصرها شقيقه قنسطانطيوس. على الرغم من أن قنسطنس دعا مجلس سيرديكا عام 343 لتسوية النزاع، لكنه فشل فشلًا ذريعًا، وبحلول عام 346، كان الأباطرة على وشك الدخول في حرب مفتوحة بسبب الخلاف. ولم يُحل الصراع إلا من خلال اتفاق مؤقت سمح لكل إمبراطور بدعم رجال الدين المفضلين لديه في مناطق نفوذهم.[بحاجة لمصدر]